# رباط نمکی
رباط نمکی، روستایی از توابع بخش مرکزی، شهرستان خرم‌آباد در استان لرستان ایران است.

## ویژگی‌ها
این روستا مرکز دهستان رباط از توابع بخش مرکزی خرم‌آباد و در کیلومتر ۱۲ جاده خرم‌آباد - الشتر در استان لرستان می‌باشد. براساس سرشماری مرکز آمار ایران در سال ۱۳۹۰، جمعیت آن ۵۴۰ نفر (۱۵۱ خانوار) بوده است.